# Česko na Halovém mistrovství Evropy v atletice 1998

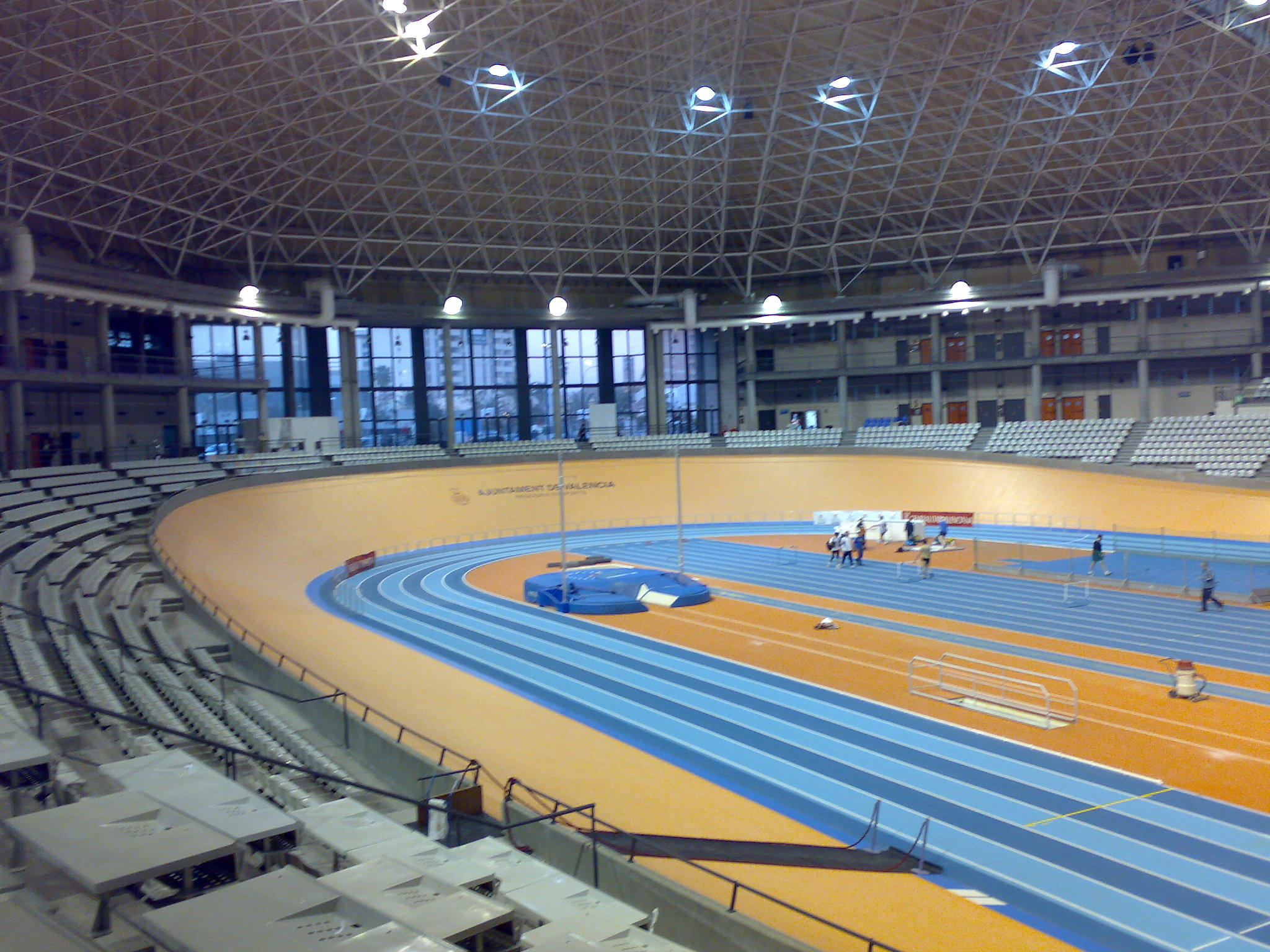
Luis Puig Palace

Halového ME v atletice 1998 ve Valencii se ve dnech 27. února – 1. března zúčastnilo 20 českých atletů (11 mužů a 9 žen).
Čeští atleti vybojovali jednu zlatou, dvě stříbrné a dvě bronzové medaile. V bodovém hodnocení Česko získalo celkově 50 bodů (1×8 + 2×7 + 2×6 + 2×5 + 1×4 + 2×3).

## Výsledky

### Muži
| Atlet           | Disciplína    | Kvalifikace | Kvalifikace | Rozběh  | Rozběh   | Semifinále | Semifinále | Finále      | Finále           |
| Atlet           | Disciplína    | Výkon       | Umístění    | Výkon   | Umístění | Výkon      | Umístění   | Výkon       | Umístění         |
| --------------- | ------------- | ----------- | ----------- | ------- | -------- | ---------- | ---------- | ----------- | ---------------- |
| Jan Poděbradský | 400 m         |             |             | 47,38 s | 4.       | DSQ        | –          | nepostoupil | nepostoupil      |
| Roman Oravec    | 800 m         |             |             | 1:49,51 | 6.       | 1:50,16    | 8.         | nepostoupil | nepostoupil      |
| Lukáš Vydra     | 800 m         |             |             | 1:49,23 | 3.       | 1:50,23    | 10.        | nepostoupil | nepostoupil      |
| Jan Janků       | Skok do výšky | 2,24 m      | 1. =        |         |          |            |            | 2,26 m      | 4.               |
| Tomáš Janků     | Skok do výšky | 2,24 m      | 1. =        |         |          |            |            | 2,29 m      | Bronzová medaile |
| Martin Kysela   | Skok o tyči   | 5,40 m      | 22.         |         |          |            |            | nepostoupil | nepostoupil      |
| Milan Kovář     | Skok daleký   | 7,85 m      | 3.          |         |          |            |            | 7,66 m      | 10.              |
| Jiří Kuntoš     | Trojskok      | 16,40 m     | 14.         |         |          |            |            | nepostoupil | nepostoupil      |
| Miroslav Menc   | Vrh koulí     | 19,87 m     | 4.          |         |          |            |            | DSQ         | –                |

Sedmiboj
| Tomáš Dvořák  | Sedmiboj    |          |       |          |
| Tomáš Dvořák  | Disciplína  | Výsledek | Body  | Umístění |
| ------------- | ----------- | -------- | ----- | -------- |
|               | Běh na 60 m | 6,95 s   | 900   |          |
| Skok daleký   | 7,47 m      | 927      |       |          |
| Vrh koulí     | 16,47 m     | 880      |       |          |
| Skok do výšky | 1,99 m      | 794      |       |          |
| 60 m přek.    | 7,79 s      | 1 035    |       |          |
| Skok o tyči   | 4,70 m      | 819      |       |          |
| Běh na 1000 m | 2:44,89     | 820      |       |          |
| Celkově       |             |          | 6 175 | 4.       |

| Roman Šebrle  | Sedmiboj    |          |      |          |
| Roman Šebrle  | Disciplína  | Výsledek | Body | Umístění |
| ------------- | ----------- | -------- | ---- | -------- |
|               | Běh na 60 m | 7,02 s   | 875  |          |
| Skok daleký   | X           |          |      |          |
| Vrh koulí     | DNS         |          |      |          |
| Skok do výšky |             |          |      |          |
| 60 m přek.    |             |          |      |          |
| Skok o tyči   |             |          |      |          |
| Běh na 1000 m |             |          |      |          |
| Celkově       |             |          | DNF  | –        |

### Ženy
| Atletka           | Disciplína    | Kvalifikace | Kvalifikace | Rozběh  | Rozběh   | Semifinále   | Semifinále   | Finále       | Finále           |
| Atletka           | Disciplína    | Výkon       | Umístění    | Výkon   | Umístění | Výkon        | Umístění     | Výkon        | Umístění         |
| ----------------- | ------------- | ----------- | ----------- | ------- | -------- | ------------ | ------------ | ------------ | ---------------- |
| Hana Benešová     | 200 m         |             |             | 29,03 s | 24.      | nepostoupila | nepostoupila | –            | –                |
| Hana Benešová     | 400 m         |             |             | 52,38 s | 5.       |              |              | 54,89 s      | 6.               |
| Helena Fuchsová   | 400 m         |             |             | 52,27 s | 4.       |              |              | 51,22 s      | Bronzová medaile |
| Ludmila Formanová | 800 m         |             |             | 2:02,80 | 3.       | 2:01,93      | 2.           | 2:02,30      | Zlatá medaile    |
| Eva Kasalová      | 800 m         |             |             | 2:04,74 | 12.      | 2:04,62      | 9.           | nepostoupila | nepostoupila     |
| Zuzana Kováčiková | Skok do výšky |             |             |         |          |              |              | 1,92 m       | 5.               |
| Daniela Bártová   | Skok o tyči   | 4,10 m      | 1. =        |         |          |              |              | 4,40 m       | Stříbrná medaile |
| Šárka Mládková    | Skok o tyči   | 3,80 m      | 16. =       |         |          |              |              | nepostoupila | nepostoupila     |
| Šárka Kašpárková  | Trojskok      | 14,38 m     | 2.          |         |          |              |              | 14,76 m (NR) | Stříbrná medaile |

Pětiboj
| Helena Vinařová | Pětiboj     |          |       |          |
| Helena Vinařová | Disciplína  | Výsledek | Body  | Umístění |
| --------------- | ----------- | -------- | ----- | -------- |
|                 | Běh na 60 m | 8,49 s   | 1 019 |          |
| Skok do výšky   | 1,71 m      | 867      |       |          |
| Vrh koulí       | 12,24 m     | 677      |       |          |
| Skok daleký     | 5,94 m      | 831      |       |          |
| Běh na 800 m    | 2:18,52     | 844      |       |          |
| Celkově         |             |          | 4 238 | 6.       |